# T.C. Ziraat Bankası Spor Kulübü 2013-2014
Questa voce raccoglie le informazioni riguardanti il T.C. Ziraat Bankası Spor Kulübü nelle competizioni ufficiali della stagione 2013-2014.

## Organigramma societario
Area direttiva
- Presidente: Cem İnal

Area tecnica
- Allenatore: Fernando Muñoz
- Allenatore in seconda: Yunus Şahin

## Rosa
| N° | Nome               | Ruolo | Data di nascita  | Nazionalità sportiva |
| -- | ------------------ | ----- | ---------------- | -------------------- |
| 1  | Nimir Abdel-Aziz   | P     | 15 agosto 1990   | Paesi Bassi          |
| 2  | Orçun Ergün        | P     | 24 maggio 1992   | Turchia              |
| 3  | Furkan Albayrak    | L     | 1º aprile 1995   | Turchia              |
| 4  | Robert Horstink    | S     | 26 dicembre 1981 | Paesi Bassi          |
| 5  | Burak Güngör       | S     | 28 luglio 1993   | Turchia              |
| 6  | Marko Bojić        | S     | 13 novembre 1988 | Montenegro           |
| 7  | Kaan Çiçek         | O     | 29 giugno 1993   | Turchia              |
| 8  | Murathan Kısal     | C     | 22 novembre 1989 | Turchia              |
| 9  | Mustafa Kavaz      | S     | 30 marzo 1983    | Turchia              |
| 10 | Serhat Coşkun      | O     | 8 luglio 1987    | Turchia              |
| 11 | Murat Karakaya     | L     | 27 giugno 1987   | Turchia              |
| 12 | Fatih Uğur         | C     | 1º gennaio 1990  | Turchia              |
| 13 | Mohamed Badawy     | S     | 1º novembre 1986 | Egitto               |
| 14 | Serkan Oğuz        | O     | 10 agosto 1987   | Turchia              |
| 15 | Koray Şahin        | C     | 17 maggio 1993   | Turchia              |
| 16 | Alperay Demirciler | L     | 1º febbraio 1993 | Turchia              |
| 17 | Cüneyt Dağcı       | C     | 13 febbraio 1985 | Turchia              |
| 18 | Berkan Bozan       | P     | 28 maggio 1991   | Turchia              |

## Statistiche

### Statistiche di squadra
| Competizione     | Punti | In casa | In casa | In casa | In trasferta | In trasferta | In trasferta | Totale | Totale | Totale |
| Competizione     | Punti | G       | V       | P       | G            | V            | P            | G      | V      | P      |
| ---------------- | ----- | ------- | ------- | ------- | ------------ | ------------ | ------------ | ------ | ------ | ------ |
| Voleybol 1. Ligi | 32,6  | 12      | 5       | 7       | 12           | 4            | 8            | 24     | 9      | 15     |
| Coppa di Turchia | -     | 1       | 0       | 1       | 1            | 0            | 1            | 2      | 0      | 2      |
| Totale           | -     | 13      | 5       | 8       | 13           | 4            | 9            | 26     | 9      | 17     |

G = partite giocate; V = partite vinte; P = partite perse

### Statistiche dei giocatori
| Giocatore     | Voleybol 1. Ligi | Voleybol 1. Ligi | Voleybol 1. Ligi | Voleybol 1. Ligi | Voleybol 1. Ligi | Coppa di Turchia | Coppa di Turchia | Coppa di Turchia | Coppa di Turchia | Coppa di Turchia | Totale | Totale | Totale | Totale | Totale |
| Giocatore     | P                | PT               | AV               | MV               | BV               | P                | PT               | AV               | MV               | BV               | P      | PT     | AV     | MV     | BV     |
| ------------- | ---------------- | ---------------- | ---------------- | ---------------- | ---------------- | ---------------- | ---------------- | ---------------- | ---------------- | ---------------- | ------ | ------ | ------ | ------ | ------ |
| N. Abdel-Aziz | 24               | 146              | 43               | 65               | 38               | 2                | 7                | 3                | 2                | 2                | 26     | 153    | 46     | 67     | 40     |
| F. Albayrak   | -                | -                | -                | -                | -                | 0                | 0                | 0                | 0                | 0                | 0      | 0      | 0      | 0      | 0      |
| M. Badawy     | 8                | 13               | 11               | 1                | 1                | 1                | 2                | 1                | 1                | 0                | 9      | 15     | 12     | 2      | 1      |
| M. Bojić      | 10               | 163              | 148              | 9                | 6                | 1                | 11               | 9                | 2                | 0                | 11     | 174    | 157    | 11     | 6      |
| B. Bozan      | 20               | 1                | 0                | 0                | 1                | 1                | 0                | 0                | 0                | 0                | 21     | 1      | 0      | 0      | 1      |
| K. Çiçek      | 0                | 0                | 0                | 0                | 0                | 0                | 0                | 0                | 0                | 0                | 0      | 0      | 0      | 0      | 0      |
| S. Coşkun     | 22               | 372              | 222              | 15               | 25               | 2                | 30               | 26               | 1                | 3                | 24     | 402    | 248    | 16     | 28     |
| C. Dağcı      | 23               | 143              | 67               | 68               | 8                | 2                | 10               | 6                | 4                | 0                | 25     | 153    | 73     | 72     | 8      |
| A. Demirciler | 10               | 0                | 0                | 0                | 0                | 1                | 0                | 0                | 0                | 0                | 11     | 0      | 0      | 0      | 0      |
| O. Ergün      | 2                | 0                | 0                | 0                | 0                | 0                | 0                | 0                | 0                | 0                | 2      | 0      | 0      | 0      | 0      |
| B. Güngör     | 23               | 169              | 148              | 13               | 8                | 2                | 7                | 5                | 2                | 0                | 25     | 176    | 153    | 15     | 8      |
| R. Horstink   | 22               | 285              | 246              | 29               | 10               | 2                | 20               | 15               | 5                | 0                | 24     | 305    | 261    | 34     | 10     |
| M. Karakaya   | 21               | 1                | 0                | 1                | 0                | 1                | 0                | 0                | 0                | 0                | 22     | 1      | 0      | 1      | 0      |
| M. Kavaz      | 17               | 30               | 22               | 6                | 2                | 0                | 0                | 0                | 0                | 0                | 17     | 30     | 22     | 6      | 2      |
| M. Kısal      | 24               | 112              | 69               | 35               | 8                | 2                | 7                | 5                | 0                | 2                | 26     | 119    | 74     | 35     | 10     |
| S. Oğuz       | 17               | 42               | 32               | 6                | 4                | 1                | 1                | 1                | 0                | 0                | 18     | 43     | 33     | 6      | 4      |
| K. Şahin      | 0                | 0                | 0                | 0                | 0                | 0                | 0                | 0                | 0                | 0                | 0      | 0      | 0      | 0      | 0      |
| F. Uğur       | 13               | 38               | 22               | 16               | 0                | 1                | 1                | 0                | 1                | 0                | 14     | 39     | 22     | 17     | 0      |

P = presenze; PT = punti totali; AV = attacchi vincenti; MV = muri vincenti; BV = battute vincenti